# Communauté de communes du Nord Maubeuge
La Communauté de communes du Nord Maubeuge (CCNM) est une ancienne communauté de communes française, située dans le département du Nord et la région Nord-Pas-de-Calais, arrondissement d'Avesnes-sur-Helpe. Le 1er janvier 2014, elle a fusionné avec la communauté d'agglomération Maubeuge Val de Sambre.

## Composition
La communauté de communes Nord Maubeuge regroupait 6 communes.
| Code INSEE | Commune             | Maire                 | Population | Superficie | Délégués |
| ---------- | ------------------- | --------------------- | ---------- | ---------- | -------- |
| 59072      | Bersillies          | Marie-Paule Rousselle | 275 hab.   | 283 ha     | nc       |
| 59076      | Bettignies          | Michel Lefebvre       | 269 hab.   | 462 ha     | nc       |
| 59264      | Gognies-Chaussée    | Jean Meurant          | 796 hab.   | 794 ha     | nc       |
| 59370      | Mairieux            | Philippe Beaumont     | 780 hab.   | 649 ha     | nc       |
| 59618      | Vieux-Reng          | Philippe Brasselet    | 810 hab.   | 1 164 ha   | nc       |
| 59627      | Villers-Sire-Nicole | Hervé Pourbaix        | 972 hab.   | 845 ha     | nc       |
| Totaux     | 6 communes          | 6 communes            | 3 886 hab. | 4 197 ha   | 22       |

## Démographie

### Pyramide des âges
Comparaison des pyramides des âges de la Communauté de communes du Nord Maubeuge et du département du Nord en 2006
| Hommes | Classe d’âge   | Femmes |
| ------ | -------------- | ------ |
| 0,1    | 90 ans et plus | 0,6    |
| 4,6    | 75 à 89 ans    | 7      |
| 11     | 60 à 74 ans    | 13     |
| 28     | 45 à 59 ans    | 25,2   |
| 20,5   | 30 à 44 ans    | 20,8   |
| 18,3   | 15 à 29 ans    | 17,2   |
| 17,4   | 0 à 14 ans     | 16,1   |

| Hommes | Classe d’âge   | Femmes |
| ------ | -------------- | ------ |
| 0,2    | 90 ans et plus | 0,8    |
| 4,3    | 75 à 89 ans    | 7,9    |
| 10,3   | 60 à 74 ans    | 11,9   |
| 19,7   | 45 à 59 ans    | 19,4   |
| 21,1   | 30 à 44 ans    | 20,1   |
| 22,6   | 15 à 29 ans    | 21     |
| 21,6   | 0 à 14 ans     | 19     |

## Présidents
| Période | Période | Identité | Étiquette | Qualité |
| ------- | ------- | -------- | --------- | ------- |
|         |         |          |           |         |
|         |         |          |           |         |